# Championnat d'Europe féminin de water-polo 2008
Navigation
Édition 2006 Édition 2010
Le championnat d'Europe de water-polo féminin, la 12e édition, s'est tenu à Malaga (Espagne) du 5 au 12 juillet 2008. Cet évènement sportif est organisé par la Ligue européenne de natation (LEN) et la Fédération espagnole de natation (Real Federación Española de Natación).
Le Centro Acuático de Málaga est le cadre de cette compétition de water-polo pour laquelle huit équipes sont qualifiées, réparties en deux groupes pour le déroulement du tour préliminaire.
La Russie remporte le titre, en s'imposant en finale devant l'Espagne avec un seul but d'écart ; la Hongrie termine à la troisième place et complète le podium de ce championnat.

## Équipes et groupes
| Groupe A - Russie - Espagne - Pays-Bas - Allemagne | Groupe B - Italie - Hongrie - Grèce - France |

## Tour préliminaire
Pour chaque groupe, l'équipe classée première est directement qualifiée pour les demi-finales ; quant aux équipes classées aux deuxième et troisième places, elles disputent les quarts de finale.

### Groupe A
| Équipe    | Points | Joués | V | N | D | BM | BE | DIF |
| --------- | ------ | ----- | - | - | - | -- | -- | --- |
| Espagne   | 7      | 3     | 2 | 1 | 0 | 33 | 26 | +7  |
| Russie    | 6      | 3     | 2 | 0 | 1 | 34 | 37 | +7  |
| Pays-Bas  | 4      | 3     | 1 | 1 | 1 | 26 | 24 | +2  |
| Allemagne | 0      | 3     | 0 | 0 | 3 | 23 | 39 | -16 |

| 5 juillet 2008 |         |           |
| Espagne        | 10 – 9  | Russie    |
| Pays-Bas       | 9 – 6   | Allemagne |
| 6 juillet 2008 |         |           |
| Pays-Bas       | 10 – 10 | Espagne   |
| Allemagne      | 10 – 17 | Russie    |
| 7 juillet 2008 |         |           |
| Pays-Bas       | 7 – 8   | Russie    |
| Espagne        | 13 – 7  | Allemagne |

### Groupe B
| Équipe  | Points | Joués | V | N | D | BM | BE | DIF |
| ------- | ------ | ----- | - | - | - | -- | -- | --- |
| Italie  | 7      | 3     | 2 | 1 | 0 | 32 | 16 | +16 |
| Hongrie | 5      | 3     | 1 | 2 | 0 | 21 | 16 | +5  |
| Grèce   | 4      | 3     | 1 | 1 | 1 | 31 | 19 | +12 |
| France  | 0      | 3     | 0 | 0 | 3 | 10 | 43 | -33 |

| 5 juillet 2008 |        |         |
| Italie         | 4 – 4  | Hongrie |
| Grèce          | 15 – 2 | France  |
| 6 juillet 2008 |        |         |
| Italie         | 10 – 9 | Grèce   |
| Hongrie        | 10 – 5 | France  |
| 7 juillet 2008 |        |         |
| France         | 3 – 18 | Italie  |
| Grèce          | 7 – 7  | Hongrie |

## Phase finale

### Match de classement des places de7eet8e
| 8 juillet 2008 |       |        |
| Allemagne      | 8 – 6 | France |

### Quarts de finale
| 8 juillet 2008 |       |         |
| Russie         | 9 – 7 | Grèce   |
| Pays-Bas       | 7 – 9 | Hongrie |

### Demi-finales
| 10 juillet 2008 |       |         |
| Hongrie         | 7 – 8 | Espagne |
| Russie          | 8 – 5 | Italie  |

### Match de classement des places de5eet6e
| 10 juillet 2008 |         |          |
| Grèce           | 10 – 11 | Pays-Bas |

### Match de classement des places de3eet4e
| 12 juillet 2008 |       |        |
| Hongrie         | 9 – 6 | Italie |

### Finale
| 12 juillet 2008 |       |        |
| Espagne         | 8 – 9 | Russie |

## Podium
| Or     | Argent  | Bronze  |
| ------ | ------- | ------- |
| Russie | Espagne | Hongrie |

## Classement général
| Place              | Équipe    |
| ------------------ | --------- |
| Médaille d'or      | Russie    |
| Médaille d'argent  | Espagne   |
| Médaille de bronze | Hongrie   |
| 4                  | Italie    |
| 5                  | Pays-Bas  |
| 6                  | Grèce     |
| 7                  | Allemagne |
| 8                  | France    |

## Distinctions individuelles
- Meilleure joueuse : Blanca Gil ( Espagne)
- Meilleure marqueuse : Ekaterina Pantioulina ( Russie)

## Légendes
- joués : nombre de matchs joués
- V : nombre de victoires
- N : nombre de matchs nuls
- D : nombre de défaites
- BM : nombre de buts marqués
- BE : nombre de buts encaissés
- DIF : différence de but